# Waterloo Day
El Waterloo Day /(en español: Día de Waterloo) se celebra cada 18 de junio en conmemoración de la Batalla de Waterloo de 1815.
Es recordado y celebrado cada año por los regimientos del Ejército Británico, de la misma manera que la Marina Real Británica conmemora el Trafalgar Day cada 21 de octubre.